# Sceaux-sur-Huisne
Sceaux-sur-Huisne là một xã trong tỉnh Sarthe ở tây bắc nước Pháp. Xã này có diện tích 11,7 km2, dân số năm 2006 là 577 người.